# توزیع لینوکس
یک توزیع لینوکس یا توزیع گنو/لینوکس که به اختصار توزیع نیز گفته می‌شود، سیستم‌عاملی است که بر پایهٔ هسته لینوکس یا دیگر هسته‌های بر پایهٔ لینوکس مانند لینوکس-لیبره ساخته شده باشد. معمولاً توزیع‌های لینوکس دسکتاپ نه تنها شامل اجزای اصلی سیستم‌عامل بلکه مجموعهٔ بزرگی از نرم‌افزارهای کاربردی مانند پردازش‌گرهای متنی، صفحه گسترده‌ها، پخش‌کننده‌های چند رسانه‌ای، برنامه‌های پایگاه داده و غیره را نیز شامل می‌گردند.
از آنجا که هر توزیع لینوکسی به‌سادگی افزونه‌هایی بر هستهٔ کنونی لینوکس هستند، هر توزیع یک «فراهسته» نامیده می‌شود؛ مانند فراهستهٔ اوبونتو، یا فراهستهٔ فدورا.
سیستم‌عامل، شامل هستهٔ لینوکس و یک سری کتابخانه‌ها و نرم‌افزار های دیگری از پروژه گنو، همراه با قابلیت پشتیبانی از گرافیک که به‌وسیلهٔ سامانه پنجره اکس مهیا شده‌است، می‌باشد. یک سری از توزیع‌ها که از نظر اندازه، بهینه‌سازی شده‌اند، ممکن است سامانه پنجره اکس را نداشته و تمایل بیشتری برای استفاده از برنامه‌هایی همانند مثل busybox, uclibc یا dietlibc را داشته باشند.
هم‌اکنون بیش از ۶۰۰ توزیع موجود است که تقریباً ۵۰۰ توزیع از آن در حال توسعهٔ فعال هستند و به‌طور مداوم مورد تجدید نظر و بهبود قرار می‌گیرند.
چون اکثراً هسته و بسته‌های مورد پشتیبانی، از مجموعه‌ای از نرم‌افزارهای آزاد و متن باز تشکیل شده‌اند، توزیع‌های لینوکس شکل‌های زیادی گرفته‌اند، از یک سیستم کاربر خانگی کامل و سیستم‌عامل سرور، تا محیط‌های کوچک (به‌طور معمول برای استفاده در سیستم‌های توکار، یا برای راه‌اندازی از دیسک فلاپی).
جدا از نرم‌افزارهای دلخواه معین (همانند نصب کننده‌های بسته و ابزارهای تنظیمات) یک توزیع به‌طور ساده اشاره به یک مجموعهٔ مشخصی از برنامه‌های کاربردی دارد که بر روی یک سری کتابخانه، که با یکی از نسخه‌های هسته هماهنگ شده، نصب شده‌است، طوری‌که قابلیت‌های خارج از جعبه‌اش، اکثر نیازهای مجموعه کاربران نهاییش را تأمین می‌کند.
شاید بتوان بین توزیع‌های تهیه شدهٔ تجاری، همانند فدورا (ردهت)، اپن سوزه (ناول)، اوبونتو (کنونیکال) و مندریوا و توزیع‌های جامعه‌ای همانند دبیان و جنتو تمایز قائل شد، اما با این وجود باید دانست که توزیع‌های دیگری هم داریم که نه از شرکت‌ها مشتق شده‌اند نه از جامعه؛ همانند اسلکور.

## پیشینه

Linux Distro Genesis، نمودار زمان‌بندی توزیع‌های مختلف لینوکس.

قبل از اولین توزیع لینوکس، استفاده‌کننده‌ای که می‌خواست کاربر لینوکس باشد، باید همانند یک حرفه‌ای در یونیکس می‌بود، نه فقط اینکه بداند چه کتابخانه‌ها و برنامه‌های اجرایی‌ای نیاز است تا یک سیستم بتواند راه‌اندازی شود، بلکه حتی جزئیات مهمی دربارهٔ پیکربندی و جایگاه فایل‌ها در سیستم را هم باید می‌دانست.
بعد از آزادسازی لینوکس در ذیل GPL، به سرعت توزیع‌های اولیه با هدف ارائه هستهٔ لینوکس در قالب سیستم‌عاملی متشکل از بسته‌های آزاد گنو پا به عرصه وجود گذاشتند.
توزیع‌های اولیه عبارتند از:
- H J Lu's "Boot-root" یک دیسک دوتایی همراه با هسته و کمترین ابزار مورد نیاز برای این که یک سیستم راه‌اندازی شود
- MCC Interim Linux، که برای بارگذاری بر روی FTP سرور دانشگاه منچستر در فوریه، ۱۹۹۲ فراهم شده بود.
- TAMU، ساختهٔ افراد مختلف در دانشگاه Texas A&M در حدود یک زمان، و
- SLS که مخفف Softlanding Linux System و محبوب‌ترین توزیع آن سال‌ها به‌شمار می‌آمد.
- و Yggdrasil Linux/GNU/X، اولین توزیع موجود بر روی سی‌دی را ساخت.

در این میان تمام این توزیع‌ها، توسط توسعه‌دهندگان به فراموشی سپرده شدند. لینوکس SLS که به دلیل تغییر فرمت با عدم رضایت کاربران روبرو شده بود، در قالب توزیع جدید اسلکور، که پَتریک وولکردینگ با بهینه‌سازی فرایند نصب (یکسان کردن نصب کرنل، گنو و …) از توزیع SLS مشتق کرده بود، در ۱۶ ژوئیه ۱۹۹۳ به صورت عمومی ارائه شد که تاکنون نیز به عنوان قدیمی‌ترین توزیع فعال لینوکس، توسعه آن ادامه دارد.
در آغاز کاربران به‌عنوان معادلی برای ام‌اس‌داس و سیستم‌عامل ویندوز مایکروسافت، به سمت توزیع‌های لینوکس جذب شدند. اکثر استفاده‌کنندگان اولیه، در سر کارشان یا در مدرسه با یونیکس آشنا بودند. آن‌ها لینوکس را به دلیل پایدار بودنش، هزینهٔ پایین و موجود بودن کد سورس اکثر نرم‌افزارهای آن پذیرفتند.
توزیع‌ها در آغاز به‌طور ساده برای کمک بودند، اما امروزه تبدیل به انتخاب معمول شده‌اند. حتی برای کاربران حرفه‌ای یونیکس و لینوکس. تا این تاریخ، لینوکس محبوبیت خودش را بیشتر در بازار سرورها ثابت کرده، به‌طور اصولی برای سرورهای وب و پایگاه داده (همچنین نگاهی بیندازید به LAMP)، تا در بازار دسکتاپ.

## اجزا
یک توزیع معمول لینوکس از قسمت‌هایی شامل هسته لینوکس، کتاب‌خانه‌ها و ابزارهای GNU، نرم‌افزارهای اضافی، مستندات، سیستم پنجره، مدیر پنجره و یک محیط دسکتاپ تشکیل شده‌است. بیشتر نرم‌افزارهای شامل شده، به‌صورت نرم‌افزار آزاد/متن باز موجود هستند که توسط نگهدارندگانشان به‌صورت باینری کامپایل شده و هم به‌صورت سورس توزیع می‌شوند، که به کاربران امکان می‌دهد که کد منبع را در صورت تمایل، کامپایل کنند. نرم‌افزارهای دیگری که در برخی توزیع‌های موجود هستند ممکن است به‌صورت انحصاری باشند و ممکن است به‌صورت متن باز موجود نباشد.
بسیاری از توزیع‌ها، سیستم‌های نصب مناسبی، همانند نصب‌هایی که توسط سیستم‌های عامل مدرن دیگر فراهم شده‌است، تولید می‌کنند. توزیع‌هایی که بر پایهٔ خودشان هستند همانند جنتو لینوکس، T2 و «لینوکس از پایه»، سورس کد تمام نرم‌افزار را فراهم می‌کنند و تنها باینری‌های هسته لینوکس، ابزارهای کامپایل و یک نصاب را فراهم می‌کنند؛ نصاب تمام نرم‌افزار را در ساختار معماری خاص کامپیوتر کاربر، کامپایل می‌کند.

### مدیریت بسته‌ها
به‌طور معمول توزیع‌ها از بسته‌ها تشکیل شده‌اند. هر بسته حاوی یک سرویس یا برنامه خاص است. به‌طور مثال بسته‌ای برای مدیریت عکس‌های PNG، بستهٔ شامل فونت یا یک مرورگر وب.
به‌طور معمول کدهای کامپایل شده و آماده در بسته‌ها قرار می‌گیرد، بسته‌ها بیشتر توسط سیستم‌ها مدیریت بسته (PMS) نصب و حذف می‌شوند و کمتر به‌صورت یک فایل آرشیوی منتشر می‌گردند. هر بسته برای یک سیستم مدیریت بستهٔ خاص آماده می‌شود و حاوی اطلاعاتی مانند دیگر بسته‌های وابسته، توضیحات بسته، و نسخه می‌باشد. سیستم مدیریت بسته از این اطلاعات برای انجام بروزرسانی خودکار به نسخهٔ جدیدتر، کنترل و نصب خودکار بسته‌های وابسته به یک بستهٔ خاص استفاده می‌کند.
تعداد نرم‌افزارهای موجود برای توزیع‌های لینوکس بسیار بیش از تعدادیست که به‌صورت پیش‌فرض در توزیع‌ها پشتیبانی می‌شود، بسیار معمول است که افراد خواستار نصب یک نرم‌افزار که به‌صورت پیش‌فرض در توزیع وجود ندارد را نصب کند، به‌طور مثال نسخهٔ جدیدتر نرم‌افزاری که به‌صورت پیش‌فرض در توزیع شما می‌باشد، یک محیط‌گرافیکی جدید (بصور مثال KDE به‌جای Gnome)، اگر نرم‌افزار اضافی مورد نظر تنها به‌صورت سورس کد موجود باشد شما باید آن را بر روی سیستم خود کامپایل نمایید و نصب و کنترل موجود بودن دیگر بسته‌های مورد نیاز آن نیز به عهدهٔ شما خواهد بود، اما اگر نسخهٔ قدیمی نرم‌افزار در سیستم نصب و پشتیبانی شده باشد، نصب شدن نسخهٔ جدید می‌تواند همسان‌سازی‌های انجام شده با سیستم مدیریت بسته را بهم زده در این صورت سیستم مدیریت بسته دیگر قادر به بروزرسانی آن نرم‌افزار نخواهد بود و شما باید این کار را به‌صورت دستی انجام دهید.
اکنون اغلب توزیع‌ها برای نصب بسته‌های حیاتی و اصلی سیستم مانند هسته‌سیستم‌عامل از یک پیکربندی خاص و از پیش تعیین شده پیروی می‌کنند، تنها تعداد اندکی از توزیع‌ها نیاز به پیکربندی و تنظیمات در زمان نصب اولیهٔ سیستم‌عامل را دارند. این کار نصب لینوکس را برای کاربران ساده‌تر و روان‌تر کرده‌است، ولی این سادگی همیشه قابل قبول نیست، اگر شما نیاز به کاربردهای خاص دارید باید زمانی را برای پیکربندی دستی و کنترل کارکرد صحیح نرم‌افزارهایی که نیاز دارید اختصاص دهید.
در برخی از توزیع‌ها نیاز به زمان زیادی برای تنظیم و پیکربندی نرم‌افزارهای موجود در همان توزیع دارید ولی در برخی دیگر ابزارهایی برای این کار به شما کمک می‌کنند تا بسیار ساده‌تر انجام شود.

## انواع توزیع‌های لینوکس
یک توزیع لینوکس ممکن است در یکی یا چند دستهٔ زیر قرار بگیرد:
- تجاری یا غیر تجاری
- طراحی شده برای استفاده حرفه‌ای یا خانگی
- طراحی شده برای سرویس دهندها، میزکار (خانگی) یا سیستم‌های موبایل
- طراحی شده برای کاربران تازه‌کار یا حرفه‌ای
- استفاده عمومی یا استفاده به‌عنوان یک دستگاه خاص، به‌طور مثال دیوارآتش، مسیریاب شبکه
- طراحی شده برای یک سخت‌افزار خاص
- هدفمند برای گروهی خاص از کاربران به‌طور مثال برای زبانی خاص یا همراه با بسیاری از بسته‌های کاربری برای کارهای موسیقی یا محاسبات علمی
- پیکربندی شده برای امنیت، قابلیت استفاده بیشتر، قابل حمل بودن یا جامعیت داشتن
- پشتیبانی شده بر روی سخت‌افزارهای متفاوت

تنوع موجود در توزیع‌های لینوکس به نیازهای فنی، سازمانی و اخلاقی تولیدکنندگان و کاربران آن برمی‌گردد، در پروانه نرم‌افزار آزاد هر کاربر علاقه‌مندی که به مقدار کافی اطلاعات داشته باشد قادر است با انجام تغییرات دلخواه در توزیع‌های موجود توزیع مورد علاقهٔ خود که همسو با نیازهایش است تولید کنید.

## توزیع‌های معروف لینوکس
- اوبونتو توزیعی با تأکید بر راحتی استفاده برای کاربران، به خصوص کاربران تازه‌کار است که با راحتی و زیبایی خود توانسته رشد بالایی در جذب کاربر داشته باشد.
- دبیان، یک توزیع غیر تجاری که توسط جامعه‌ای از توسعه دهنده‌های داوطلب نگهداری می‌شود که تعهد قوی ای به قواعد نرم‌افزارهای آزاد دارند.
- فدورا یک توزیع بر پایهٔ جامعه است که توسط ردهت سرپرستی می‌شود.
- آرچ لینوکس، یک توزیع برای کاربران حرفه‌ای که بر پایهٔ قوانین KISS بنا شده و همراه با سیستم انتشار غلطان است.
- سنت‌اواس، یک توزیع که از همان سورسی که ردهت استفاده می‌کند، مشتق شده‌است، توسط یک گروه داوطلبی که به آن اختصاص داده شدند، نگهداری می‌شود همراه با سازگاری ۱۰۰٪ با ورژن ردهت و یک ورژن به روز رسیده شده که همیشه به‌طور ۱۰۰٪ سازگار و همراه نیست.
- مانجارو،  یک توزیع بر پایه آرچ لینوکس، مناسب برای کاربران تازه‌کار با سرعت، امنیت و ویژگی‌های خاص.
- اسلکور اولین توزیع هنوز زندهٔ لینوکس که شاخهٔ بزرگی از توزیعها مانند زوزه از آن اشتقاق یافته‌اند یا مانند آرچ بعضی دیگر آن را در مواردی مانند اصل KISS الگو قرار دادند. اسلکور با کمترین تغییر در بسته‌های همراه خودش، پایدارترین لینوکس به حساب می‌آید.
- جِنتو، یک توزیع که هدفش کاربران قویتر هست، شناخته شده‌است بخاطر سیستم خودکار شبه بی اس دی اش برای کامپایل برنامه‌ها از سورس.
- لینوکس مینت، یک توزیع محبوب بر پایهٔ و سازگار با اوبونتو
- اپن سوزه، یک توزیع ارائه شده با میزکار KDE، حامی پروژهٔ آزاد KDE و پنجمین توزیع محبوب لینوکس (به نقل از distrowatch.com)
- ناپیکس، اولین توزیع سی دی زنده، که کاملاً از یک رسانهٔ قابل حمل اجرا می‌شود بدون نصب در دیسک سخت. از دیبان مشتق شده‌است.
- مندریوا، یک توزیع مشتق شده از ردهت که در فرانسه و برزیل محبوب است، امروزه با همان نام و به‌وسیلهٔ یک شرکت فرانسوی اداره می‌شود.

## نصب لینوکس
راه‌های خیلی زیادی برای نصب یک توزیع لینوکس وجود دارد:
- معمول‌ترین راه نصب لینوکس بوت کردن از روی سی‌دی یا دی‌وی‌دی ای است که برنامه نصب و نرم‌افزارهای قابل نصب را دارا باشد. این سی‌دی‌ها را می‌توان با رایت کردن ISO Imageهای دانلود شده، نسخه‌های خریده شده به قیمت ارزان یا عرضه شده همراه یک مجله به‌عنوان دیسک ضمیمه، به‌دست‌آورد. در بعضی موارد هم می‌توان این دیسک‌ها را به صورت رایگان دریافت کرد یا گاهی هم به‌عنوان بخشی از یک بسته‌ای خریداری شده به‌همراه راهنما و نرم‌افزارهای تجاری می‌باشد. کاربران تازه تمایل دارند کار را با پارتیشن‌بندی دیسک سخت شروع کنند تا سیستم‌عامل موجود را حفظ کنند. بعد از آن توزیع لینوکس را می‌توان روی پارتیشن جدید نصب کرد بدون آنکه روی اطلاعات ذخیره شده قبلی تأثیر بگذارد.
- توزیع‌های اولیه با بهره‌گیری از تعدادی فلاپی دیسک نصب می‌شدند، روشی که امروزه توسط بسیاری از توزیع‌های عمده منسوخ شده‌است. امروزه اغلب توزیع‌ها از سی‌دی و دی‌وی‌دی برای انتشار استفاده می‌کنند. مهم‌ترین برنامه‌ها و بسته‌ها در اولین دیسک، و برنامه‌ها و بسته‌های کم‌اهمیت‌تر در دیسک‌های بعدی قرار می‌گیرند. اغلب امکان نصب از روی شبکه بعد از بوت از روی مجموعه‌ای از فلاپی‌دیسک‌ها یا سی‌دی ای که حاوی حجم کمی داده‌است، وجود دارد.
- روش دیگر نصب لینوکس، نصب آن روی یک کامپیوتر پرقدرت به‌عنوان سرور و استفاده از تعدادی رایانه ضعیف (شاید بدون دیسک سخت و حافظه کم و قدرت پردازش پایین) به‌عنوان تین‌کلاینت روی شبکه است. کلاینت‌ها می‌توانند از طریق شبکه از روی سرور بوت شوند و نتایج را نمایش دهند و اطلاعات را به سرور که تمام برنامه‌ها را اجرا می‌کند ارسال کند. کلاینت‌ها می‌توانند رایانه‌های معمولی باشند که یک بوت‌لودر شبکه روی درایو یا کنترلر کارت شبکه‌اش نصب شده‌است و در صورت نیاز می‌توان فضای دیسک و قدرت پردازش را بر روی ماشین کلاینت آپلود کرد. از محل صرفه‌جویی در هزینه‌ها ناشی از استفاده از تین‌کلاینت، می‌توان برای تهیه قدرت بیشتر محاسباتی یا فضای ذخیره بیشتر روی سرور استفاده کرد.
- در نصب دیسک زنده پروسه بوت کامپیوتر بدون نیاز به نصب اولیه سیستم‌عامل، از روی سی‌دی به‌صورت کامل انجام می‌شود. در بعضی از توزیع‌ها دیسک‌های زنده نصابی دارند که بعد از بوت اجرا می‌شوند و کامپیوتر را قادرمی‌سازند که از روی دیسک سخت بوت شود. این نوع نصب یکپارچه انتقال به سیستم‌عامل اجرا شده از روی سی‌دی به سیستم‌عامل اجرا شده روی هارددیسک را ممکن می‌سازد.
- بعضی از فروشندگان رایانه مانند دل و اچ‌پی، سرورها و کامپیوترهای شخصی‌ای عرضه می‌کنند که هنگام خرید روی آن‌ها لینوکس نصب شده‌است.
- روی دستگاه‌های توکار، لینوکس داخل میان‌افزارشان وجود دارد که البته ممکن است توسط استفاده‌کننده قابل استفاده نباشد.

Anaconda یکی از رایجترین نصاب‌ها توسط ردهت انترپرایس، فدورا و سایر توزیع‌ها است که برای ساده‌سازی روند نصب استفاده می‌شود.

### نصب از یک سیستم‌عامل موجود
بعضی از توزیع‌ها مثل WinLinux اجازه می‌دهند که کاربر لینوکس روی سیستم موجود نصب شود. لینوکس روی پارتیشنی که ویندوز نصب شده‌است قرار می‌گیرد و از آنجا و داخل ویندوز شروع به کار می‌کند. یک نمونه دیگر coLinux است.
همین‌طور ماشین‌های مجازی (مانند ویرچوال باکس و وی‌ام‌ویر) هم اجازه می‌دهند که لینوکس از داخل سیستم‌عامل دیگر اجرا شود. برنامه‌های ماشین‌مجازی، یک محیط ایزوله را شبیه‌سازی می‌کنند که لینوکس داخل آن نصب می‌شود. بعد از اینکه کار نصب تمام شد، ماشین مجازی عیناً مثل یک کامپیوتر مستقل می‌تواند بوت شود.
ابزارهای مختلفی برای ایجاد یک بوت دوگانه کامل، روی سیستم‌هایی که سی‌دی‌درایو ندارند وجود دارد. قابل‌توجه‌ترین آن‌ها عبارتند از:
- Wubi Installer که به کاربران ویندوز اجازه دانلود و نصب Ubuntu و توزیع‌های مشتق‌شده از آن را می‌دهد. با استفاده از Wubi نیازی به دیسک نصب یا تعریف پارتیشن جدید نیست. این به کاربران اجازه می‌دهد به سادگی و بدون نگرانی از دست دادن اطلاعات روی یک پارتیشن بوت دوگانه سیستم‌عامل داشته باشند.
- Win32-loader به کاربران ویندوز اجازه می‌دهد که Debian را بدون CD نصب کنند. این یک نصب شبکه‌ای است و در نتیجه نیاز به پارتیشن‌بندی مجدد دارد. این ابزار در حال قرار گرفتن در سی‌دی/دی‌وی‌دی رسمی Debian است.
- Unetbootin به کاربران ویندوز و لینوکس اجازه نصب بدون سی‌دی شبکه‌ای مشابهی را برای طیف گسترده‌ای از توزیع‌های لینوکس فراهم می‌سازد. به‌علاوه از ساخت دیسک نصب زنده USB پشتیبانی می‌کند.

## نرم‌افزارهای اختصاصی
برخی نرم‌افزارهای خاص به هیچ عنوان برای لینوکس وجود ندارند. این مسئله شامل تعداد وسیعی از بازی‌های رایج کامپیوتری می‌شود، اگر چه، در سال‌های اخیر بعضی از سازندگان بازی شروع به انتشار نسخه‌ای از نرم‌افزارهایشان برای لینوکس کرده‌اند. به‌عنوان مثال Epic Games یک نسخه از Unreal Tournament 2004 را برای لینوکس به فروش گذاشته‌است. این مسئله همچنین مورد توجه قرار گرفته‌است توسط پروژه‌های شبیه‌ساز و مترجم APIهایی همانند Wine و Cadega که امکان اجرای برنامه‌های غیر لینوکسی را در سیستم‌های لینوکس را به کار می‌دهند، امکان‌پذیر می‌باشد. همچنین با شبیه‌سازی سیستم‌عامل‌های اختصاصی یا ترجمهٔ APIهای اختصاصی مانند APIهای WIN32 و DIRECTX مایکروسافت در APIهای محلی لینوکس این امر انجام می‌پذیرد. همچنین می‌توان از ماشین‌های شبیه‌سازی مانند «ویرچوال باکس» یا «وی‌ام‌ویر» نیز استفاده نمود.

## توزیع زنده
توزیع لایو یک توزیع لینوکس است که می‌تواند از رسانه‌های ذخیره‌سازی قابل جابجایی مانند دیسک‌های نوری یا درایوهای فلش USB بوت، به جای نصب و بوت در یک درایو دیسک سخت استفاده کند. قابلیت حمل توزیع رایگان-نصب آن را برای برنامه‌های کاربردی مانند نمایش، استفاده از کامپیوتر کسی دیگر، عملیات بازیابی، یا به عنوان رسانه‌های نصب برای توزیع استاندارد سودمند می‌کند. هنگامی که سیستم عامل از یک رسانه فقط خواندنی مانند یک سی دی یا دی وی دی بوت می‌شود، هر گونه اطلاعات کاربر که نیاز دارد تا بین جلسات جابه‌جا شود نمی‌تواند در دستگاه بوت ذخیره شود اما باید در دستگاه‌های ذخیره‌سازی دیگر، مانند یک فلش USB بوت درایو یا یک درایو دیسک سخت نوشته شود.
بسیاری از توزیعهای لینوکس نسخه لایو را علاوه بر نسخه موجود فراهم می‌کنند که خود یک تصویر مبتنی شبکه یا قابل حمل رسانه‌ای است که فقط برای نصب و راه اندازی مورد استفاده قرار می‌گیرد. مانند توزیع شامل SUSE، اوبونتو، لینوکس مینت، MEPIS و فدورا. برخی از توزیع‌ها، از جمله ناپیکس، لینوکس، شیطان-لینوکس، SuperGamer, SliTaz گنو / لینوکس و دین: متابولیک، در درجه اول برای نسخه لایو طراحی شده‌اند. علاوه بر این، برخی از توزیع‌های مینیمال می‌توانند به‌طور مستقیم از فضای کمتر یک فلاپی دیسک بدون نیاز به تغییر محتویات هارد درایو، قابلیت اجرا را فراهم کنند.

## مسائل درون توزیعی
گروه استانداردهای آزاد یک سازمانی است که توسط فروشندگان عمده نرم‌افزار و سخت‌افزار با هدف بهبود قابلیت همکاری بین توزیع‌های مختلف تشکیل شده‌است. استانداردهای ارائه شده خود از استاندارد پایه لینوکس بهره می‌برند، که ABI و پکیج‌های سیستم را برای لینوکس تعریف می‌کنند؛ و نیز ساختار سلسله مراتبی استاندارد فایل سیستم نمودار filenaming استاندارد را توصیه می‌کند، به ویژه نام دایرکتوری عمومی بر روی ریشه درخت از هر فایل سیستم لینوکس.
این استانداردها، با این حال، با محدودیت‌هایی، حتی در میان توزیعهای توسعه یافته توسط اعضای سازمان روبه رو شدند.
تنوع توزیعهای لینوکس بدان معنی است که همه نرم‌افزار بر بسته به آنچه کتابخانه‌ها و دیگر ویژگی‌های سیستم مورد نیاز است. قابل اجرا روی تمام توزیع‌ها نیستند. بسته‌بندی نرم‌افزار و نرم‌افزار مخازن معمولاً به یک توزیع خاص محدود می‌شود، هر چند نصب و راه اندازی متقابل در برخی توزیع‌های مرتبط ممکن است.

## ابزارها برای انتخاب یک توزیع
فرایند تغییر به‌طور مداوم بین توزیع‌ها را اغلب "distro hopping" می‌گویند. ماشین‌های مجازی مانند VirtualBox و ایستگاه کاری VMware سخت‌افزار را مجازی‌سازی می‌کنند تا به کاربران تست رسانه زنده را روی یک ماشین مجازی اجازه دهند. برخی از وب سایت‌ها مانند DistroWatch لیستی از توزیع‌های محبوب، و لینک به تصاویری از سیستم عامل را به عنوان راهی برای به دست آوردن یک برداشت اولیه از توزیع‌های مختلف ارائه می‌کنند. ابزارهایی برای کمک به مردم در جهت انتخاب توزیع وجود دارند. مانند چندین نسخه از انتخابگر توزیع لینوکس، و از ابزار جستجو بسته whohas. راه‌های آسانی برای امتحان چند توزیع لینوکس قبل از تصمیم‌گیری وجود دارد. مانند Multi Distro که یک توزیع Live CD است که شامل نه توزیع صرفه جویی در فضا است]

## قرارداد OEM
سخت‌افزار کامپیوتر معمولاً با سیستم عامل‌های دیگر به غیر از لینوکس که در حال حاضر توسط تولیدکننده تجهیزات اصلی (OEM) نصب می‌شود، به فروش می‌رسد. در مورد IBM PC سیستم عامل سازگار معمولاً ویندوز مایکروسافت است، در مورد کامپیوتر اپل مکینتاش همواره یک نسخه از سیستم عامل اپل مورد نیاز است که در حال حاضر MacOS نام دارد. سان مایکروسیستمز با سخت‌افزار SPARC که در سولاریس نصب شده به فروش می‌رسد؛ کنسول‌های بازی ویدئویی مانند ایکس باکس، پلی استیشن، و دیگر دستگاه‌ها سیستم عامل اختصاصی خود را دارند. این قضیه سهم بازار لینوکس را محدودیت می‌کند: مصرف‌کنندگان از وجود یک جایگزین بی‌اطلاع هستند، آن‌ها باید با تلاشی آگاهانه اقدام به استفاده از سیستم عامل‌های مختلف کنند، و باید یا انجام نصب و راه اندازی را خود انجام دهند، یا با کمک یک دوست، فامیل، یا یک حرفه‌ای سیستم را نصب کنند. با این حال، ممکن است سخت‌افزاری همراه با لینوکس نصب شده خریداری شود. لنوو، هیولت پاکارد، دل، Affordy، [۳۶] و System76 و custom-order PC manufacturers سیستم‌های لینوکس را می‌سازند (اما احتمالاً با کلید ویندوز بر روی صفحه کلید). راه حل Fixstars (ترا سافت) کامپیوترهای Macintosh و پلی استیشن ۳ را با لینوکس Yellow Dog نصب شده به فروش می‌رساند. دستگاه‌های رایج تعبیه شده به لینوکس به عنوان پیش‌فرض عبارت اند از: دستگاه ادوات NSLU2 NAS، و TiVos ضبط ویدئوهای شخصی و تلفن‌های مبتنی بر لینوکس (از جمله گوشی‌های اندروید)، PDAها و پخش‌کننده‌های موسیقی قابل حمل.
توافقنامه مجوز کاربر نهایی (EULA) در اپل به مصرف‌کننده این فرصت را می‌دهد که مجوز را رد کرده و وجه پرداختی را بازپس گیرد. مجوز فعلی مایکروسافت ویندوز خط مشی بازپرداخت را تعیین کرده‌است. با نسخه‌های قبلی ویندوز، اگر تولیدکننده موفق به ارائه بازپرداخت توسط دعاوی قضایی در دادگاه نشده باشد، ممکن بود بازپرداخت کسب شود در ۱۵ فوریه سال ۱۹۹۹، یک گروه از کاربران لینوکس در اورنج کانتی، کالیفرنیا در "روز بازپرداخت ویندوز" اعتراضی در تلاش برای تحت فشار قرار دادن مایکروسافت به صدور بازپرداخت برگزار کردند. در فرانسه، Linuxfrench و سازمان AFUL(انجمن رایگان نرم‌افزار کاربران فرانسوی زبان (با نرم‌افزار رایگان فعال روبرتو دی کاسمو جنبش "ویندوز Detax" را آغاز کردند، که به دادخواست ۲۰۰۶ علیه "Racketware با ۳۹٬۴۱۵ امضا منجر شد و شاخه DGCCRF دولت فرانسه چندین شکایت علیه نرم‌افزار همراه آن دریافت کرد. در ۲۴ مارس۲۰۱۴، دادخواست جدید بین‌المللی توسط AFUL بر روی پلتفرم Avaaz راه اندازی شد، که به چندین زبان ترجمه و توسط سازمان‌های بسیاری در سراسر جهان پشتیبانی شد.

## نگارخانه

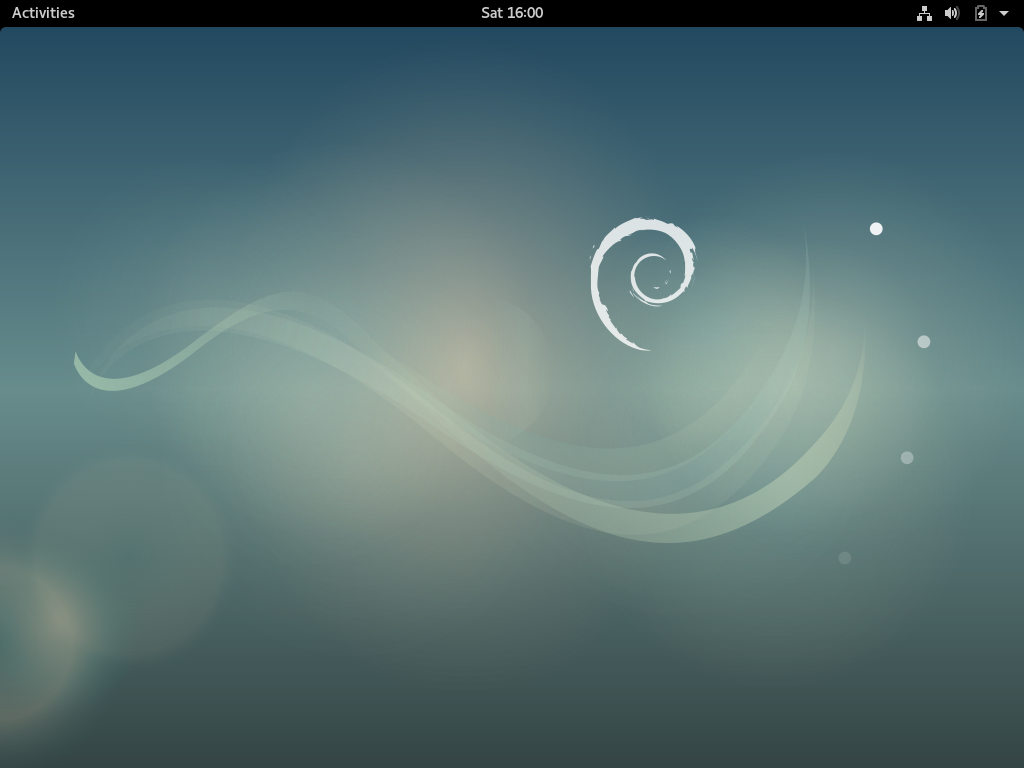
دبیان ۷٫۰ (ویزی)
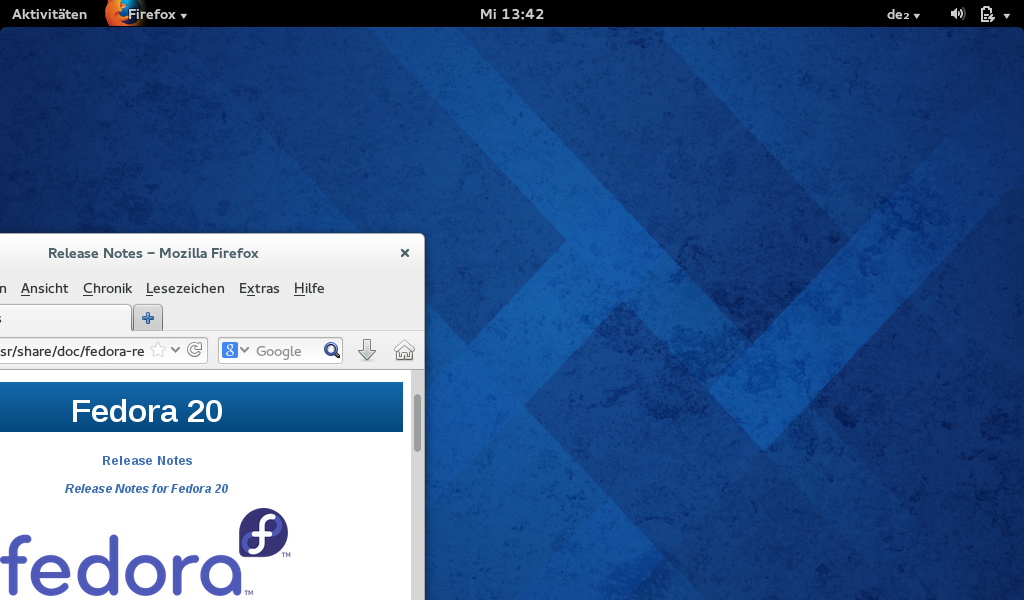
فدورا ۲۰
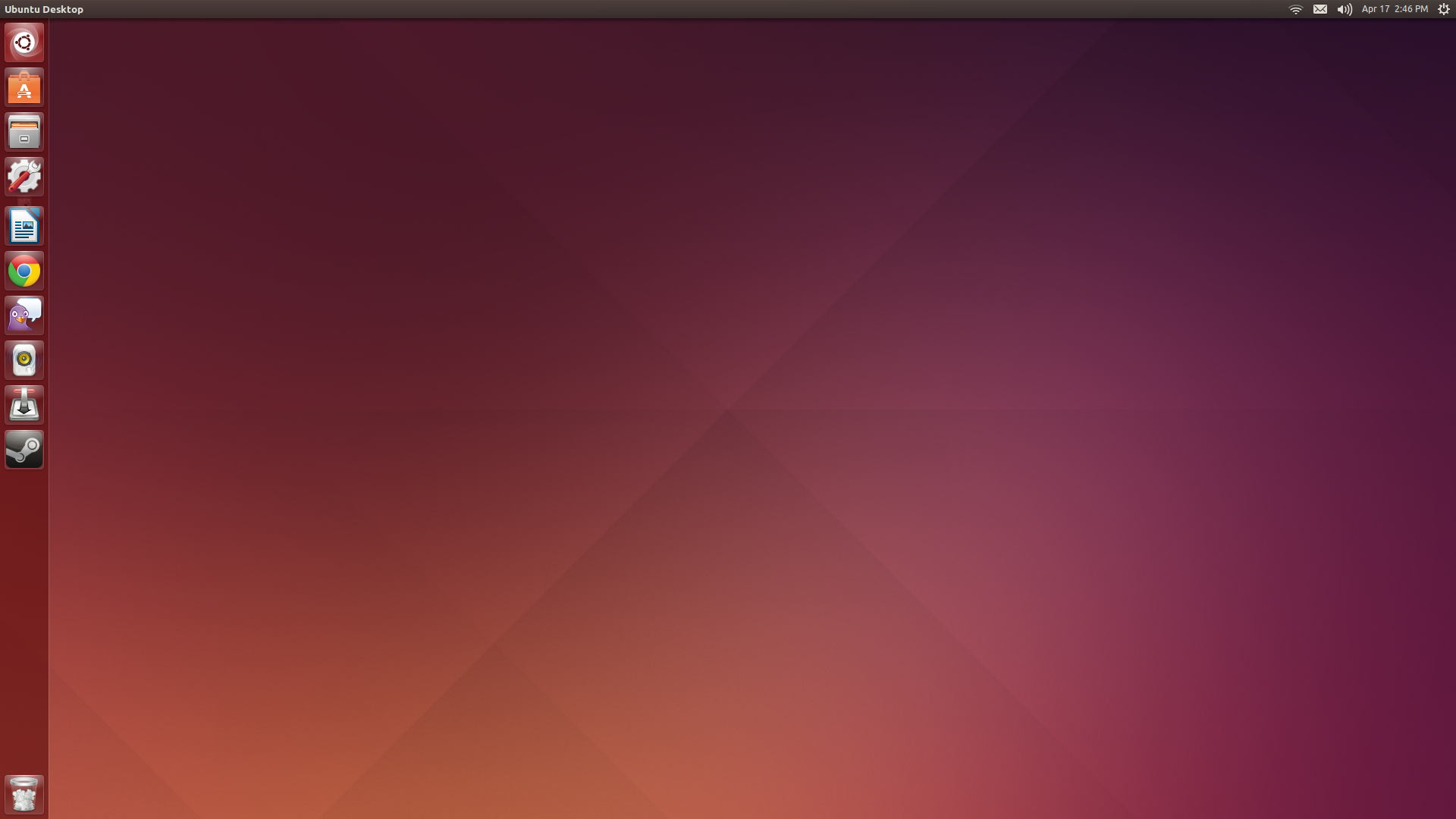
اوبونتو ۱۴٫۰۴
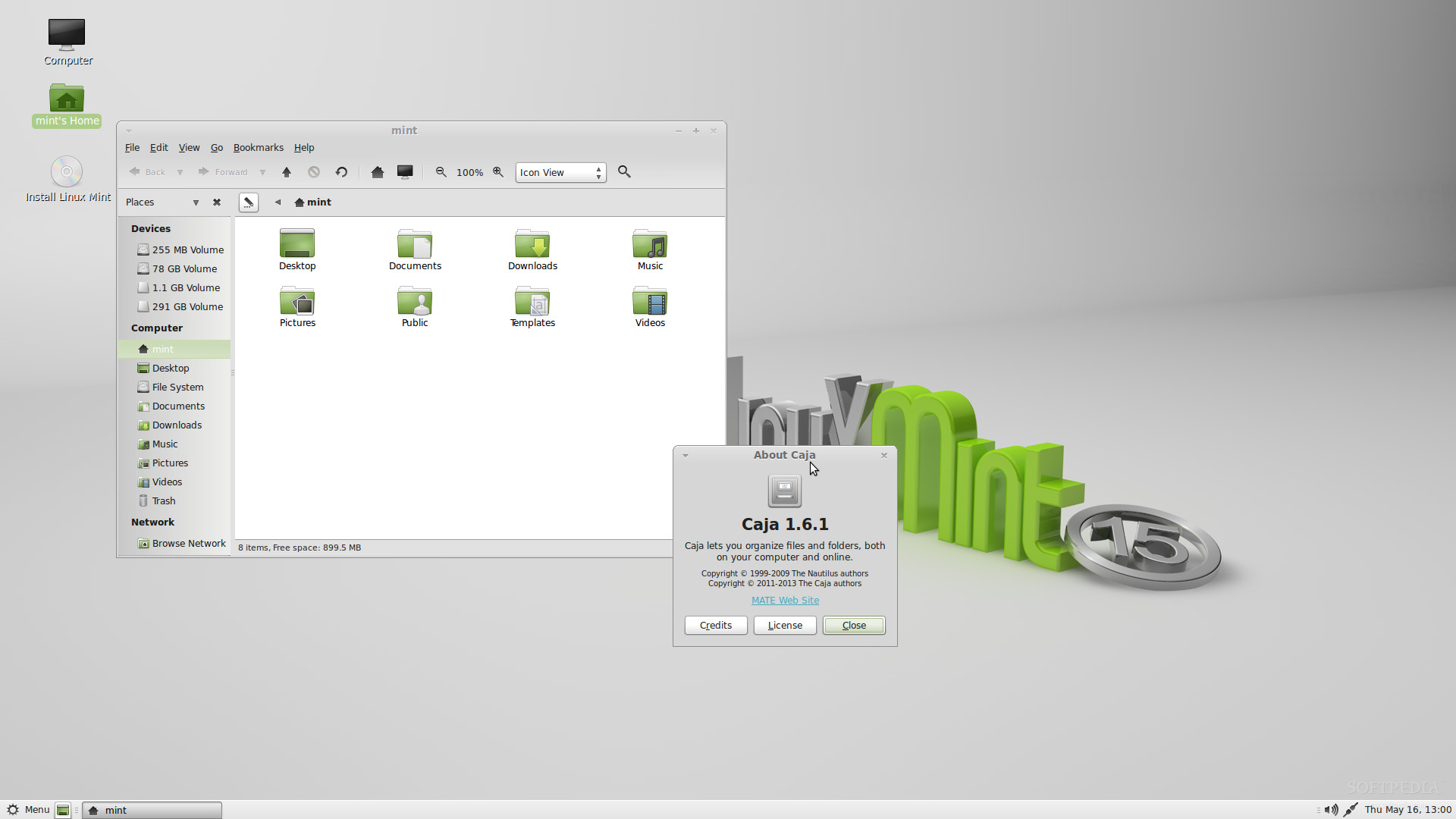
لینوکس مینت ۱۵
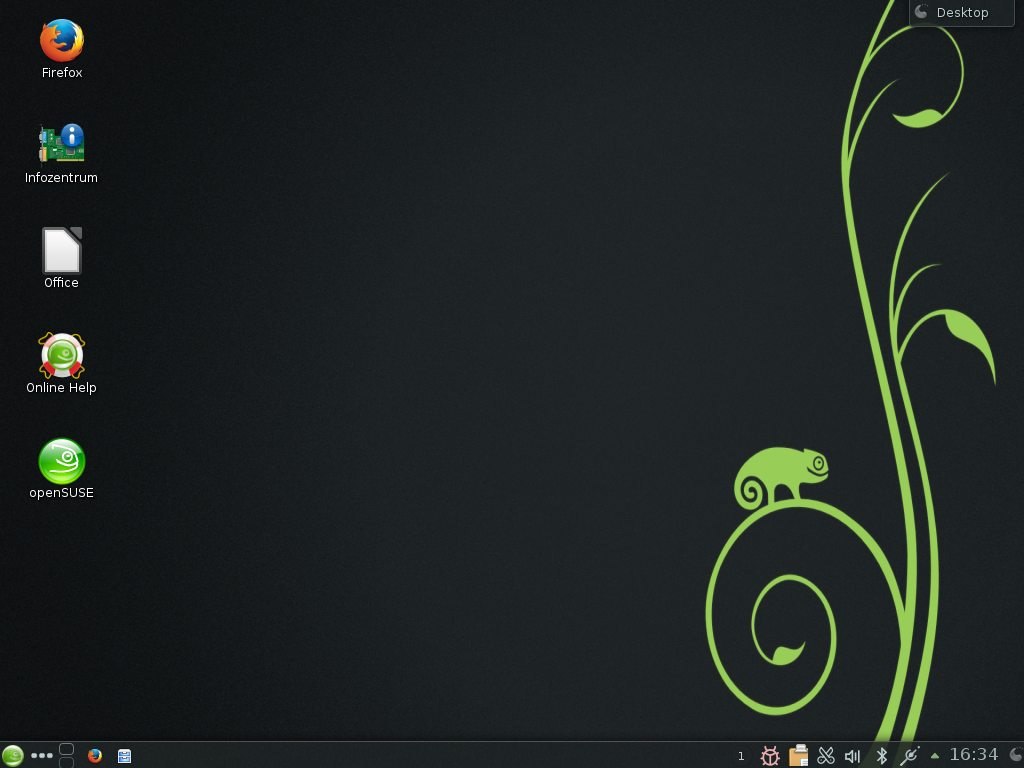
اپن سوزه ۱۳٫۱
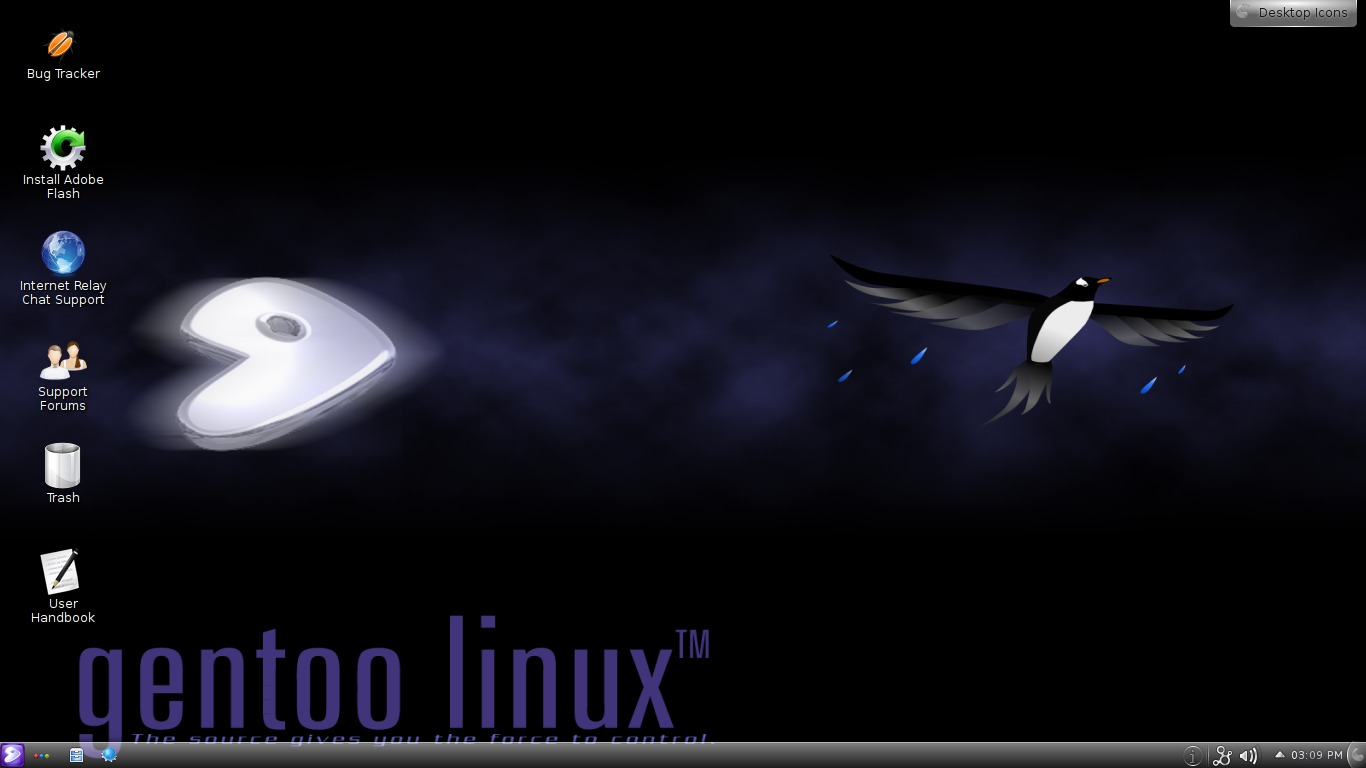
جنتو لینوکس ۱۲٫۰
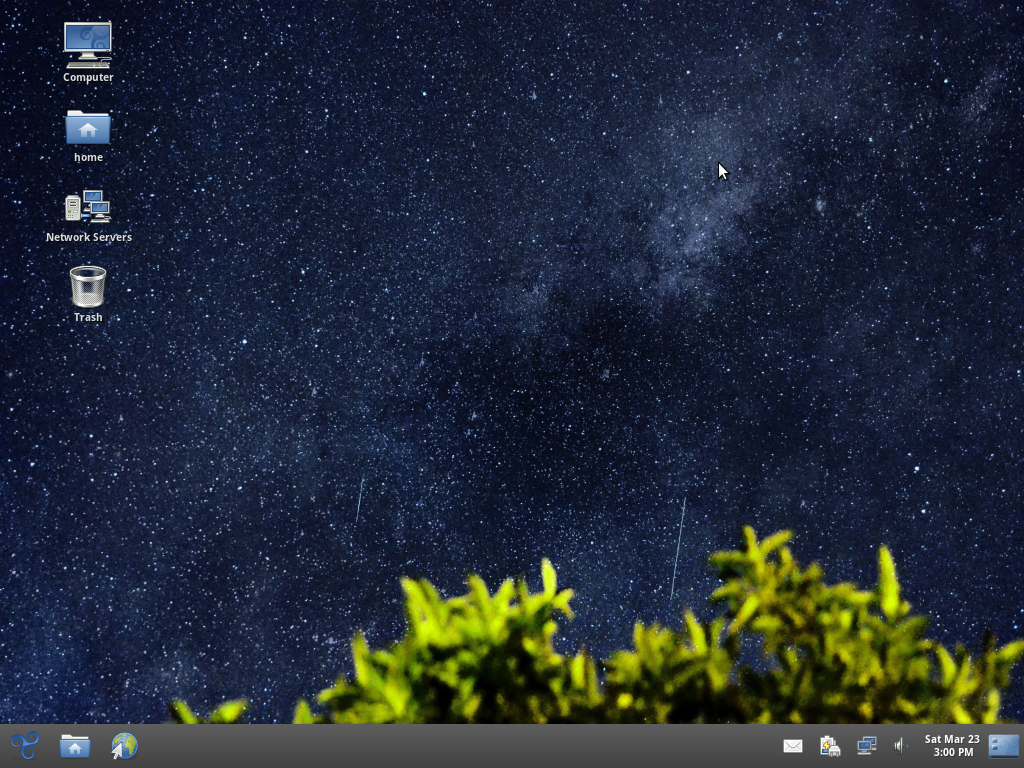
تریسکل ۶٫۰٫۱
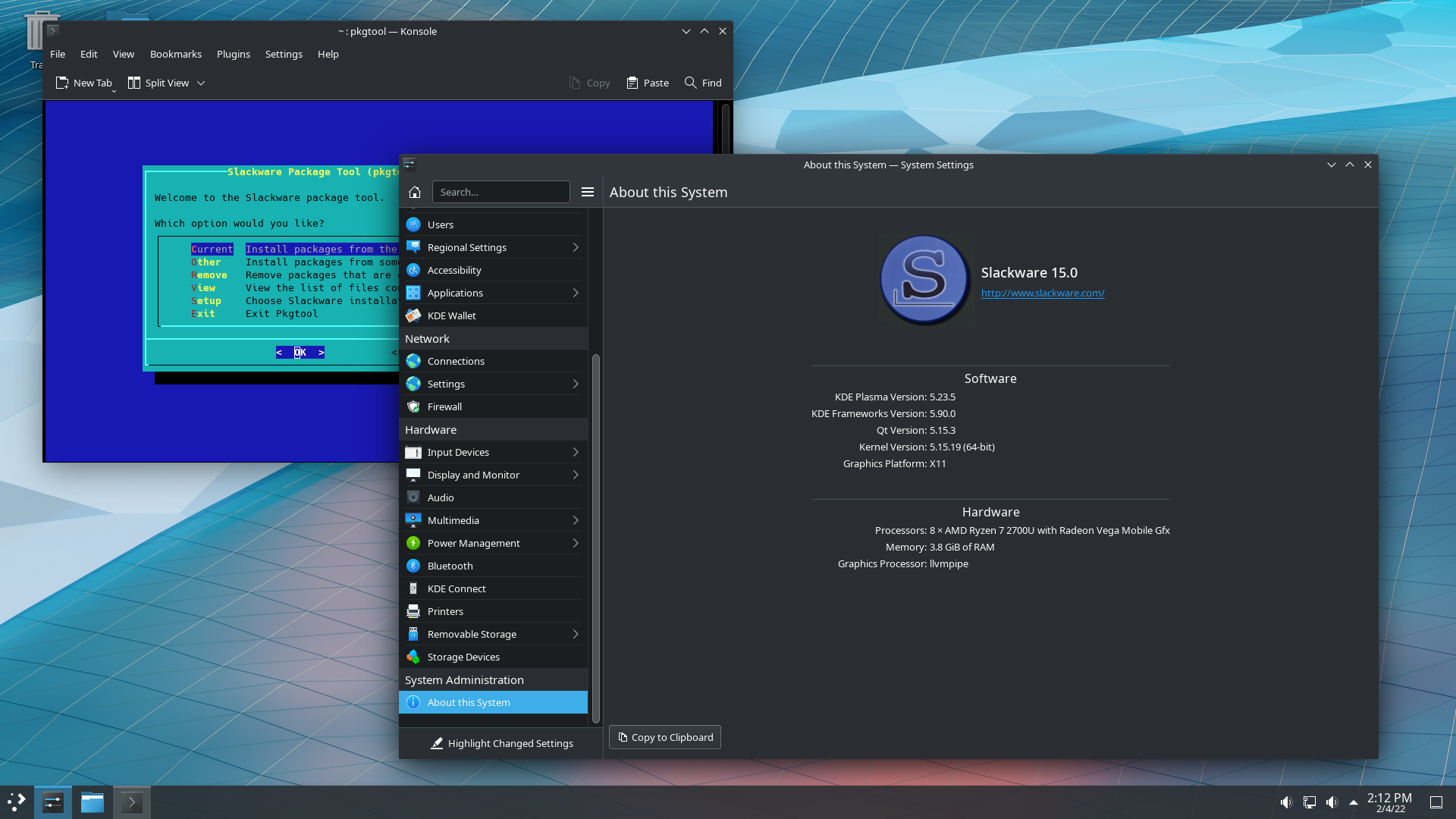
اسلکور ۱۵
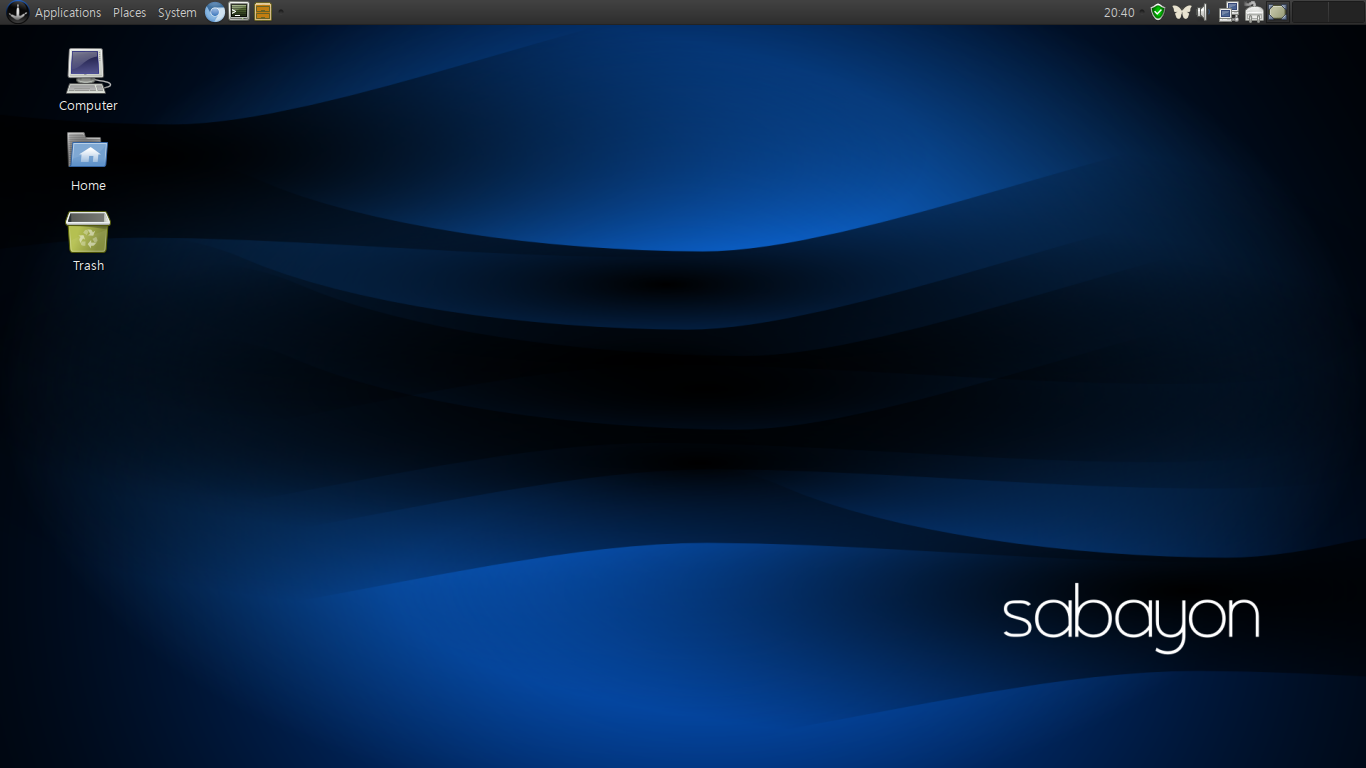
سابایون لینوکس ۱۱
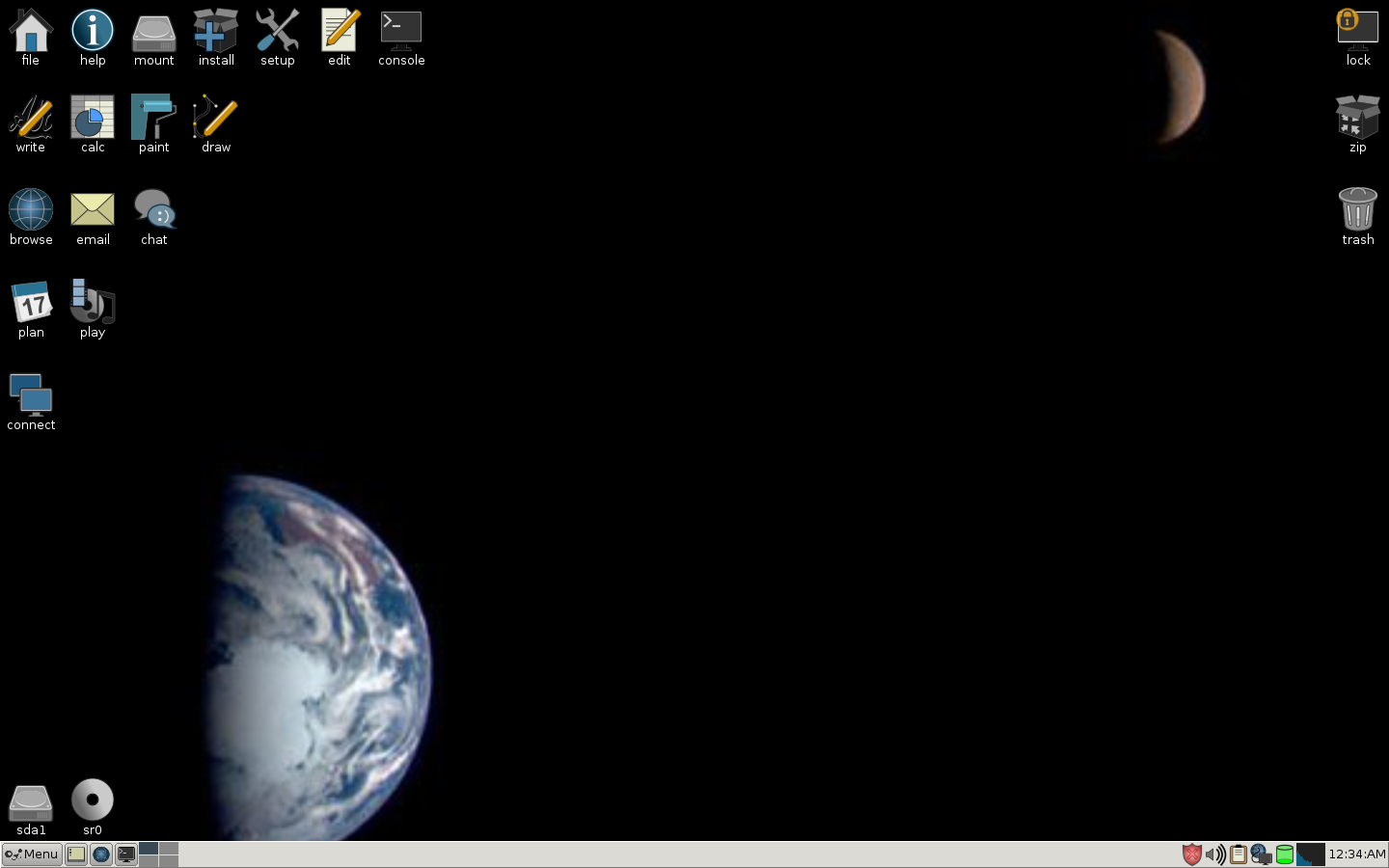
پاپی لینوکس ۵٫۷
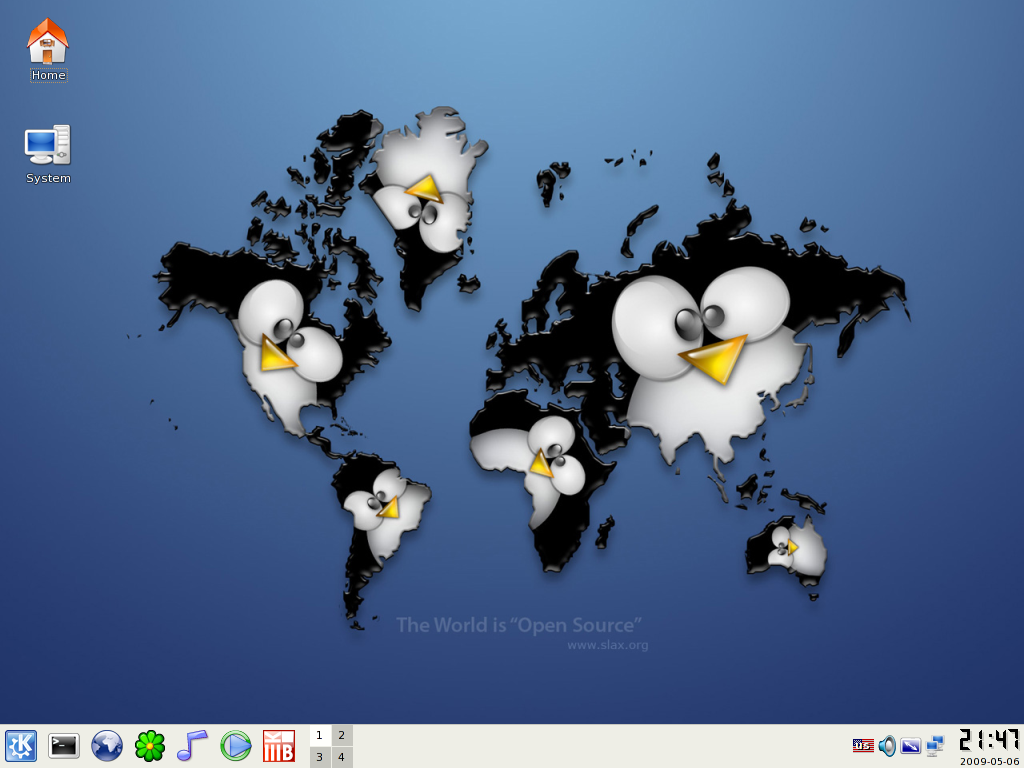
اسلکس ۶٫۱٫۲
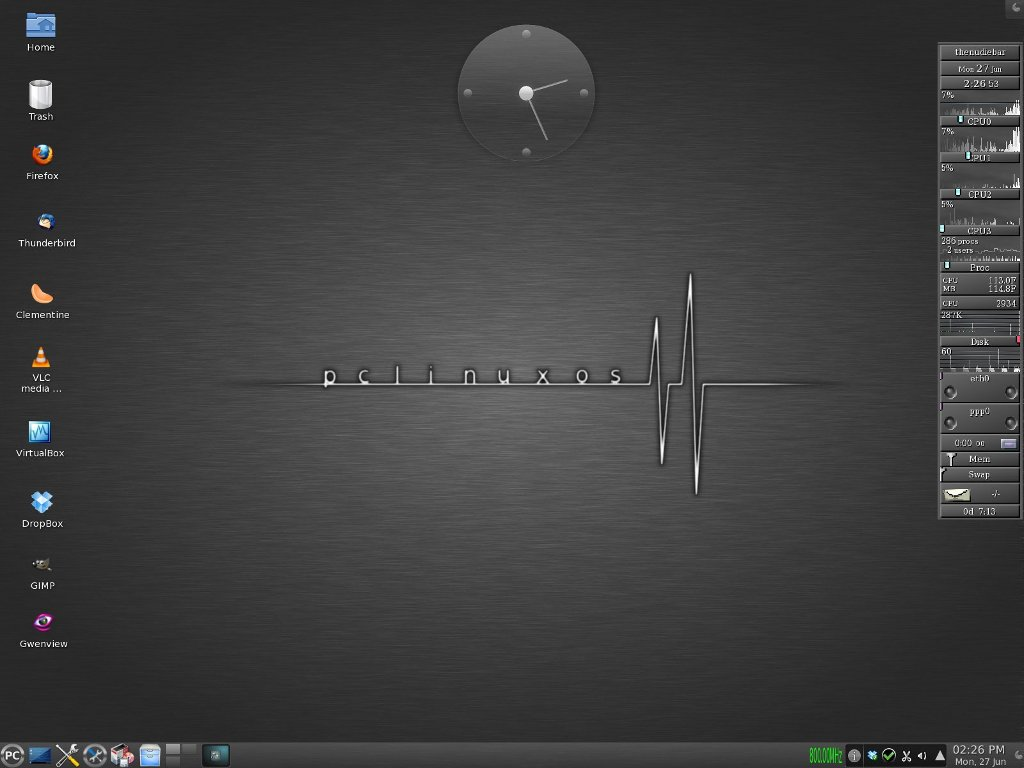
پی‌سی‌لینوکس‌اواس ۲۰۱۱٫۶